# Kampung Pondok (Padang Barat)
Kampung Pondok is een bestuurslaag in het regentschap Padang van de provincie West-Sumatra, Indonesië. Kampung Pondok telt 3876 inwoners (volkstelling 2010).